# مونيكا مارتن
مونيكا مارتن (بالألمانية: Monika Martin)‏ (و. 1962  م) هي مغنية نمساوية، ولدت في غراتس.

## التعليم
تعلمت في جامعة غراتس.

## وصلات خارجية
- مونيكا مارتن على موقع IMDb (الإنجليزية)
- مونيكا مارتن على موقع ميوزك برينز (الإنجليزية)
- مونيكا مارتن على موقع ديسكوغز (الإنجليزية)

- مونيكا مارتن في قاعدة بيانات الأفلام على الإنترنت